# Casa Popenoe
La Casa Popenoe, situada en La Antigua Guatemala, en la esquina suroeste de la 1a avenida Sur y la 5a calle Oriente, es una residencia colonial construida a partir de 1762 por Venancia López, esposa del escribano real Andrés Guerra.  
La casa de doña Venancia se levantó sobre dos inmuebles previos, construidos hacia 1650 por el presbítero Juan de Torres, quien, a su vez, edificó dichos inmuebles sobre la ruina de una casa de la segunda mitad del siglo XVI, perteneciente a Jacomé de Piña. En 1930, Frederick Wilson Popenoe compra la casa a Ciriaco Peralta conocida como la casa del Capuchino, por el ciprés capuchino que aún preside el patio principal. La decoración de la casa, iniciada en los tiempos de Dorothy Hughes, la primera esposa, quien falleció en 1932, fue concluida, en los años 50, por la segunda esposa de Wilson Popenoe, Helen Barsaloux.  En 2007, la hija de Wilson Popenoe, Marion Popenoe, en nombre de su familia, donó la casa a la Universidad Francisco Marroquín.

## Historia de la Casa
El solar ocupado hoy por la Casa Popenoe, pertenecía, a mediados del siglo XVI, a Jácome de Piña, hacendado de posible origen portugués. Para 1573 la casa pertenece ya a Diego de Xácome de las Roelas. Diego de Xácome y su esposa habían tomado unos censos sobre sus casas para el hospital de San Alejo, sito, en ese momento, al norte del convento de Santo Domingo. El hospital de San Alejo había sido fundado por fray Matías de Paz antes de 1553 para dar cobijo a los indígenas enfermos. En 1559, se trató de fusionar el hospital de San Alejo con el Real de Santiago. La resistencia de los indígenas a la fusión hizo que ésta no se llevara a cabo hasta el punto de que para 1569 son considerados dos hospitales diferentes. Pocos años después en 1573, Diego de Xacomé tomó sobre su casa ese censo citado para ayudar al hospital de San Alejo, generosidad que quizás tuvo consecuencias, pues quince años después, la casa había cambiado de propietarios, pasando a los Cota Manuel.  
Esa familia, según la memoria de los vecinos de Santiago de Guatemala de 1588, fue la de Isabel Girón, viuda de Pablo Cota Manuel, y el hijo de estos, Blas, un encomendero, quienes vivían en la calle de Luis Azeituno, posiblemente, la 1.ª avenida Sur.   La familia Cota Manuel parece ser de origen portugués, como Xacomé de Piña, por lo que podía haber algún tipo de relación por esta causa de paisanaje. Pablo Cota Manuel, el difunto esposo de Isabel Girón, pudo ser hijo del doctor Blas Cota, de origen portugués, y de su primera esposa Beatriz Abreu. Blas Cota, nacido hacia 1500, antiguo funcionario de la Corona portuguesa en las Azores, acompañó a Pedro de Alvarado a Guatemala, cuando el adelantado regresó en 1539. Tras la muerte del conquistador y su esposa Beatriz de la Cueva, Cota, por su autoridad en leyes, aconsejó reconocer a Francisco de la Cueva, en compañía de Francisco Marroquín, como gobernadores de Guatemala.
Como decíamos más arriba, es posible que los Cota adquiriesen la vivienda de sus anteriores propietarios, los herederos de Xacomé de Piña, quizás en algún momento de apuro de éstos y dada una cierta filiación entre ellos, por ser todos de origen portugués. Los Cota Manuel, aunque siguieron siendo propietarios del lugar hasta bien entrado el siglo XVII, parece que no utilizaron, como su vivienda habitual, la casa adquirida al hijo de Xacomé de Piña.  
En 1615, el terreno (o la casa) de los Popenoe sigue en manos de Isabel Girón, pero para 1618 o 1619, ya ha sido adquirida por Pedro de Paz Quiñones.  El abuelo de Pedro, Álvaro de Paz, vivía en la vecindad de la Casa Popenoe a mediados del siglo XVI. También lo hizo su padre, Diego de Paz Quiñones. A la muerte de éste, en 1618, se abrió un largo pleito para resolver una serie de deudas que había contraído, pleito que había de durar hasta 1636, cuando, muerto Pedro de Paz, se remata una serie de bienes que habían pertenecido a su padre.
En ese proceso, sabemos que Pedro había adquirido la casa de los Cota-Girón, hacia 1618. Más tarde, en 1629, se señala que la casa en realidad es ya un terreno baldío, si bien no sabemos en qué momento se pudo provocar la ruina de la casa. Pedro de Paz Quiñones murió en 1634. Sus casas, en muy mal estado, sin puertas, ni ventanas, ni techos, se rematan entre 1636 y 1637. Entre los bienes vendidos, debía estar el terreno donde estuvo la casa de los Cota-Girón, que pudo ser adquirido por Andrés Escobar.

### Las casas de Juan de Torres
Andrés Escobar, escribano de la Audiencia de Guatemala, posiblemente nacido en el propio Santiago de los Caballeros hacia 1588  perteneció a una familia que acaparó el puesto de escribano en las Indias durante largo tiempo. El primer Escobar, García, acompañó a Hernán Cortés en la conquista de México. El hijo de García, Pablo, ejerció, a finales del siglo XVI, como uno de los dos escribanos de la cámara del Rey en la Audiencia de Guatemala, la más alta jerarquía entre los escribanos, auténticos auxiliares del presidente de dicha Audiencia.
Pablo tuvo dos hijos que ejercieron el puesto de escribanos: García y Francisco. García es el padre de Andrés Escobar, quien compra esas casas rematadas de Pedro de Paz Quiñones. Andrés ya quiso acceder al puesto de escribano en 1608, pero no le fue confirmada la posición hasta 1619.
Desde su puesto de escribano, Andrés Escobar fue un hombre muy activo. Así en 1630, le encontramos obteniendo un poder de Jerónimo de Retes, ilustre personaje costarricense, para que Escobar negocie, en nombre de Retes, la compra de 200 pesos en ropa. En 1631, se titula como secretario de la cámara del Rey en su tribunal y cancillería de Santiago de Guatemala en el nombramiento de Martín Alfonso de la Tovilla como teniente del Capitán General de Guatemala para el gobierno de la Verapaz. En 1636, participó en el pleito que abrió el obispo de Chiapas sobre la propiedad del hospital fundado por la orden de San Juan Dios en San Cristóbal de las Casas. Andrés de Escobar murió en 1643, habiendo dejado su puesto en manos de su hijo Diego.
Cuando Andrés de Escobar compró las casas de Pedro Paz Quiñones en 1636, éstas estaban muy arruinadas.  No estamos seguros de que entre estas casas estuvieran también el solar que perteneciera a Isabel Girón y a Blas Cota, pero es muy posible, si consideramos, que Pedro Paz Quiñones había comprado la propiedad de los Cota-Girón. Entonces estaríamos hablando de una propiedad de gran tamaño, que abarcaría buena parte de la manzana, pues sólo sabemos de otras dos casas en este espacio, hacia 1630: la de Juan de Alvarado al noroeste, y la de Francisca Guzmán en el ángulo sureste. El resto de la manzana había sido adquirida progresivamente por los Paz Quiñones.
En cualquier caso, Escobar adquirió unas casas en ruinas que, por la evolución posterior del lugar, parece que vendió en diferentes partes. Para 1656, veinte años después, tenemos hasta cinco propietarios ocupando las que fueran casas de los Paz Quiñones.
Uno de estos propietarios era Juan de Torres Moreno, quien adquirió la parte de la propiedad de Paz Quiñones que corresponde hoy a la Casa Popenoe, así como la casa aledaña a ésta por el oriente. Juan de Torres era el sacristán mayor de la catedral de Santiago de los Caballeros, cargo que desempeñaba desde, al menos, 1631.
En 1650, Juan de Torres ya es propietario de las casas que quedan en la esquina de las actuales 1.ª avenida Sur y 5.ª calle Oriente, donde reside, de alquiler, Jorge Noriega. Juan de Torres había comprado estas casas al capitán Juan de Cárdenas. En 1654, Juan de Torres sigue siendo propietario de varias casas en esta esquina de la 1.ª avenida con la 5.ª calle, sin que parezca que la esté utilizando inquilino alguno. La escritura del 5 de febrero de 1656 aclara bastante la situación. Aquí, Juan de Torres habla de dos propiedades, paralelas y pegadas la una a la otra, que miraban a “la calle que de la plaza pública iba a topar con las tapias del Convento de Monjas de la Limpia Concepción” (hoy 5.ª calle Oriente).
Donde hoy está la Casa Popenoe, Juan de Torres está edificando un nuevo inmueble. Esto quiere decir que o bien ha demolido una casa hecha entre la ruina de la vivienda de los Cota-Girón, o bien, nunca se había levantado esa ruina, y el espacio había permanecido como un solar baldío, quizás como corral.
Junto al sitio de la actual Casa Popenoe, en la misma 5.ª calle, Juan de Torres vende una casa cubierta de teja a Diego de Brizuela y Espes, presbítero como él, vicario en la ciudad de San Salvador.
La presencia de estas dos propiedades, una de las cuales, la que está en la esquina, se está construyendo de nuevo, resulta clave para entender la posterior evolución del solar hasta llegar a la actual Casa Popenoe.
Durante más de un siglo, estas dos propiedades se mantienen como dos casas distintas, hasta que vuelvan a ser unidas por Venancia López en 1762. Esto nos ha llevado a pensar que aquellas estructuras que hemos considerado como anteriores a las obras de doña Venancia, hemos de atribuirlas o bien a la obra nueva de Juan de Torres, o bien a alguna reforma posterior. Pero nunca, antes.
En septiembre de 1661, Juan de Torres hace testamento. En él menciona que tenía un solar donde estaba levantando una casa y encomienda a sus albaceas, que una vez terminada la obra, se venda y que el dinero obtenido sirva para una capellanía por su alma.
Este solar lindaba al oeste con la casa que el propio Juan de Torres había vendido a su colega Diego de Brizuela, quien ya había fallecido, siendo la actual propietaria e inquilina de la vivienda Petronila de Espes y Brizuela, hermana de Diego de Brizuela y viuda de Enrique de Torres, del que desconocemos si estaba emparentado con Juan de Torres. Juan de Torres moría poco después, el 29 de octubre de 1661.
Al parecer, fue Petronila Espes la que compró la casa de Torres, una vez se concluyó la obra, pues en 1667, a la muerte de ésta, Nicolás de Estrada se la adquiere a sus deudos.
Ya hemos visto más arriba, como hubo un cambio en el grupo social que ocupó esta manzana de la ciudad. Tras la presencia de encomenderos descendientes de los conquistadores y funcionarios de alto rango (oidores), desde mediados del siglo XVII, los nuevos pobladores son funcionarios medios (escribanos, presbíteros) que  además establecen una nueva relación con los inmuebles. Frente a la actitud de los Paz Quiñones, tratando de adquirir la mayor parte de la manzana con objeto de tener unas casas de grandes dimensiones, Escobar o Torres prefieren comprar esa propiedad de gran tamaño y parcelarla, vendiendo o alquilando cada una de las divisiones. El resultado son viviendas mucho más pequeñas que se integraban en un mercado inmobiliario de menor abolengo, lo que puede estar marcando el cambio social que ya anunciara Jickling, cuando comentó que las clases más pudientes se fueron al barrio de Santo Domingo, o quizás un fenómeno de crecimiento demográfico que en vez de extender la ciudad, se densifica en su interior. 

### La casa de las hermanas Estrada
En 1667, como ya comentamos, el bachiller Nicolás Estrada, presbítero, compró la casa que la difunta Petronila Espés había adquirido, a su vez, de los deudos de Juan de Torres.
Nicolás Estrada era hijo de Pedro de Estrada, escribano real, muy activo entre 1623 y 1641  y de María Ruano. Nicolás había fallecido antes de 1676, dejando como heredera de todos sus bienes a su madre, incluyendo la casa construida por Juan de Torres. María Ruano murió el 15 de diciembre de 1676 en Santiago de Guatemala, dejando como herederas a sus hijas Francisca y Teresa (hermanas, por tanto, de Nicolás). Las hermanas Estrada se van a instalar en la casa de la esquina de la 5.ª calle Oriente y la 1.ª avenida Sur hasta su muerte (Francisca fallece en 1708 y Teresa en 1722), siendo, por tanto, las personas que más tiempo habían de emplear esta vivienda, dado que Teresa vivió aquí cuarenta y seis años.
En 1692, dieciséis años antes de morir, Francisca de Estrada hizo testamento. En él declara ser copropietaria de la casa situada en la calle que va de la esquina de Palacio para el cerco del convento de la Inmaculada Concepción. En compañía de su hermana Teresa, Francisca decidió que a su muerte, la casa fuera vendida y con el dinero obtenido se creara una capellanía por sus almas.
En la declaración de las lindes de su casa, las Estrada cuentan que a poniente tienen por vecino a Sebastián de Sotomayor y a su esposa María Josefa Hurtado de Mendoza. Por tanto, en la otra casa que había sido de Juan de Torres y que éste vendiera a Brizuela.
En un documento de 1701, Sebastián de Sotomayor es titulado como licenciado. Sin embargo, en otro de 1723, hablando de la misma persona, el nivel académico que se le otorga es el de bachiller. Al parecer, este último es el correcto y estaríamos ante el bachiller médico Sebastián de Sotomayor, quien había llegado de México en 1675 para trabajar en el Hospital Real de Santiago.
Con motivo de la apertura de la nueva Universidad de San Carlos, Sebastián de Sotomayor se postuló, en 1678, para la primera cátedra de medicina. La oposición se celebró en octubre de ese año, pero Sotomayor hubo de desistir, pues en mitad del examen, se vio afectado por una “pasión vertiginosa, acompañada de continuos síncopes” que le impidieron terminar.  A pesar de ser invitado a continuar su disertación días después, explicó que le era imposible, pues su mal le seguía afectando. A partir de 1682, Sotomayor fue médico de presos, así como colaborador habitual de Nicolás de Souza, quien había terminado por ganar la oposición para catedrático de la Universidad de San Carlos.
En 1701, las hermanas Estrada vendieron la parte sur de su casa al presbítero Juan López de Suimendi, capellán de la Audiencia, que desde 1698 había estado viviendo de alquiler en la casa de María Guerra, inmueble situado frente a la casa de las Estrada, en la 5.ª calle Oriente. Al fallecer María Guerra, la casa se había vendido, para fundar una capellanía por el alma de la difunta y posiblemente López de Suimendi no pudo afrontar la compra de una casa tan grande, por lo que optó por esa más pequeña, de 24 varas de este a oeste por 5,75 varas de norte a sur, habilitada al sur de la de las Estrada, por la que pagó 418 pesos. Como veremos más adelante, cuando en 1762 Venancia López compre la casa de las Estrada, el ancho este-oeste será muy similar, 26 varas.
López de Suimendi, por poniente, limitaba con los corrales y casas de Sebastián de Sotomayor, lo que ratifica nuestra idea de cómo eran las dos casas que arreglara Juan de Torres hacia 1650: dos rectángulos alargados paralelos, uno con la entrada en la 1.ª avenida Sur (la casa de las Estrada) y el otro en la 5.ª calle Oriente (la de Sotomayor).
Francisca de Estrada murió el 8 de enero de 1708. En su testamento, como vimos antes, había dispuesto utilizar la mitad de su casa para fundar una capellanía por su alma. Pero dicha capellanía no había de hacerse hasta la muerte de su hermana Teresa, quien podría disfrutar hasta el final de su vida de la totalidad de la casa. No deja de ser curioso que pese a su fallecimiento, Francisca Estrada aparece aún mencionada en escrituras posteriores de 1717, 1719  o 1720, siempre citada por lindar con los propietarios que levantaban dichas escrituras, a pesar de que en alguna escritura previa, de 1716, ya era Teresa, la hermana que quedaba viva, quien se presenta como propietaria única de la vivienda.
Teresa de Estrada murió el 25 de diciembre de 1722. En el testamento hecho casi dos años antes, el 28 de enero de 1721, declara que el valor de la mitad de la casa que le corresponde, antes del terremoto de 1717, era de 2400 pesos, por lo que la totalidad de la casa, sumada la mitad de la difunta Francisca, sería de 4800 pesos. Por escrituras posteriores, sabemos que la casa tenía unas dimensiones de 50 varas de norte a sur por 26 varas de este oeste, lo que corresponde con la crujía del salón mayor, la crujía del dormitorio y la crujía de la biblioteca de la Casa Popenoe, más la totalidad del inmueble que actualmente linda con la Casa Popenoe por el sur, caracterizado por su fachada pintada de rojo. Con estas dimensiones y precios, estamos estimando un valor del metro cuadrado de algo más de 5 pesos para 1717. En 1701, en la casa de López de Suimendi, el metro cuadrado costaba en torno a 4,6 pesos. Esto supone un 8% más el precio del metro cuadrado en dieciséis años, por lo tanto, una inflación anual de 0,5%. Es cierto que estamos estudiando dos casos muy concretos, que no necesariamente son extrapolables, pero que habla de un mercado inmobiliario aparentemente muy sostenido, lo que podría explicarse por la densificación del centro, que ya señalábamos más arriba.
También llama la atención que el precio que ofrece Teresa de Estrada en 1721 sea el anterior al del terremoto de 1717. No sabemos hasta qué punto el terremoto de 1717 dañó la casa de las Estrada. En lo que se refiere a la propia Teresa, en su testamento declara que no sufre ningún mal fuera de los achaques propios de la edad, por lo que no parece haber tenido ninguna secuela del sismo. Sin embargo, el precio de la vivienda se redujo de forma notable, fue rematada en 850 pesos (una rebaja del 82%), posiblemente porque era necesario hacer una gran inversión en reparaciones. Veremos como en las sucesivas ventas que se produjeron de la casa, en 1746 y 1762, no se llegó a recuperar el precio de 1717. Posiblemente, el crecimiento de la ciudad de Santiago, tras el terremoto, por los nuevos bulevares (Santa Rosa, Santa Lucía, El Calvario) y, por tanto, el aumento de la oferta impidiera la recuperación de los precios, a lo que se añade que el barrio de San Francisco no debía ser de los lugares más atractivos, precisamente, con la construcción de esos nuevos barrios, o, quizás, esa crisis económica que anunciaban los habitantes de Santiago de Guatemala tras el terremoto de 1717  que no parece corresponder con la actividad edilicia de las décadas posteriores.
Desaparecida Teresa de Estrada, su casa fue rematada el 1 de marzo de 1723 y adquirida por Andrés de Balmaceda, por 850 pesos, que el albacea de las Estrada, el bachiller Felipe de Jesús y Tenas, presbítero, utilizó para fundar las capellanías solicitadas por las difuntas. En el caso de Teresa, su capellanía fue a favor del convento de San Francisco. A continuación, Andrés de Balmaceda adjudicó la casa de las Estrada al bachiller Bernabé de Sotomayor,  también presbítero, hijo del médico Sebastián de Sotomayor y cuya vivienda, lindaba con las de las Estrada por el oeste.

### La casa de Venancia López Marchán
Con la adquisición de Bernabé de Sotomayor de la casa de las Estrada, vemos que continúa la tradición de que sea el vecino quien se quede con la casa lindera, sin que parezca que realmente la incorpore a su vivienda. Así había ocurrido con Paz Quiñones cuando compró la casa de los Cota-Girón, o con Petronila Brizuela, cuando se quedó con la casa que había construido Juan de Torres. Berbané de Sotomayor vendió la casa de las Estrada en 1746, quedando siempre él viviendo en la vecindad. Pudiera ser que, de partida, los compradores pensaran en la posibilidad de ampliar sus propios domicilios, pero, al final, sólo fue una inversión a futuro. Después de todo, Sotomayor vendió la casa en 1746 por 1960 pesos, más del doble de lo que había costado el remate de los bienes de las Estrada.
Compró el inmueble Manuela de Ayala, esposa de Miguel Fernández de Córdova. Las medidas de la casa son  50 varas de norte a sur por 26 de este a oeste, que  corresponden a la mitad oriental de la actual Casa Popenoe más la vivienda de fachada roja situada al sur de la misma. En la escritura se indica que dicha casa se encontraba en la esquina de la calle del “Convento de San Francisco para el de Santo Domingo” con la “calle que atravesaba para la plaza mayor”.
Miguel Fernández de Córdova pertenecía a una familia notable en Santiago de Guatemala. En 1717, siendo presidente de la Audiencia Francisco Rodríguez de Rivas, se le solicitó al rey la creación de una guardia de palacio de cien infantes y veinticinco de caballería. En 1719, se abrió una investigación sobre la necesidad de esa guardia y entre los testigos está el capitán Miguel Fernández de Córdova, el alcalde más antiguo de la ciudad.
En 1729, el mismo Miguel Fernández de Córdova adquiere una finca de cincuenta y tres caballerías en Jalpatagua (Jutiapa) a la orden la Merced. La finca fue vendida de nuevo en 1745. No queda claro si Miguel Fernández seguía vivo, pero es posible que ya hubiera fallecido, lo que podía explicar tanto la venta de esta finca, como la compra, en 1746, por parte de su viuda, Manuela Ayala, de la casa que fuera de las Estrada.
A pesar de que Manuela de Ayala y Miguel Fernández de Córdova tuvieron varios hijos, ninguno se hizo cargo de la vivienda, que la propia Manuela de Ayala vendió en 1762.
La compró entonces Venancia López Marchán, esposa de Andrés Guerra Gutiérrez. Para ese entonces, el matrimonio Guerra-López Marchán ya eran propietarios de la vivienda de la vecindad, la que había pertenecido a Sebastián de Sotomayor y más tarde a su hijo Bernabé. La casa que adquiere Venancia López Marchán, en la confluencia de la calle que van de San Francisco a Santo Domingo con la que sube de la plaza mayor al mesón que llamaban de Loaiza (que es la misma que venía del Real Palacio y la iglesia de San Agustín) tiene unas dimensiones de 50 varas de norte a sur por 26 de este a oeste, por lo que está comprando la misma propiedad que ya hubiera adquirido Manuela Ayala de Sotomayor, quien a su vez la había recibido del remate de las hermanas Estrada.
Venancia López, por tanto, contaba con una de las casas que fuera de Juan de Torres y ahora compraba la segunda. Pero al contrario de lo que había ocurrido hasta entonces, cuando esas dos casas fueron del mismo propietario, en esta ocasión, doña Venancia decidió llevar a cabo una reforma general uniendo las dos viviendas en una sola. Son esas dos viviendas que habíamos constatado en los sondeos arqueológicos, con dos niveles de circulación diferentes. Recordemos: uno en relación con la entrada de la 1.ª avenida, que sería la casa de las Estrada. El segundo, en relación con la entrada hoy tapiada de la 5.ª calle Oriente, que sería la casa de los Sotomayor.
Sabemos que doña Venancia está rehaciendo la casa, pues en 1771, ella y su esposo imponen un censo (una hipoteca) de 6000 pesos sobre las casas que estaba construyendo en esa esquina de la 1.ª avenida Sur y la 5.ª calle Oriente.
Venancia López Marchán de la Rosa  era originaria de Campeche. Su esposo, Andrés Guerra Gutiérrez, militar de formación, había nacido en la villa de Casares, en España, escrito Cazares en el documento, sin que podamos estar seguros si se refiere al Casares de Málaga, el más probable, al de Asturias, o incluso, una mala redacción de Cáceres (que además es villa, no ciudad). Andrés Guerra Gutiérrez ejerció el cargo de escribano de Cámara y Mayor de Gobierno y Guerra.
Sabemos que el matrimonio Guerra-Marchán ya estaba instalado en Santiago de Guatemala para 1760, pues en esa fecha bautizan a una de sus hijas en la Catedral de Santiago. Esta hija terminaría profesando en el convento de la Concepción de la misma ciudad. A partir de ese momento, son numerosos los documentos salidos de la mano de Andrés Guerra Gutiérrez. Así, por ejemplo, es quien suscribe el establecimiento del estanco de tabaco, en 1766. A partir de 1771, Andrés Guerra acapara más trabajo (y con ello más ingresos), por la enfermedad del otro escribano real, Agustín de Guiraloa y Castro. Es justo en ese momento, cuando su esposa impone una hipoteca sobre la casa que está construyendo, quizás pensando que los nuevos ingresos les permitían afrontar el préstamo.
Tras el terremoto de 1773, Andrés Guerra es uno de los escribanos que dan fe de la ruina provocada por el seísmo. La familia Guerra-Marchán se trasladó entonces al nuevo emplazamiento de la Nueva Guatemala de la Asunción, donde Andrés Guerra sigue ejerciendo de escribano, al menos, hasta 1781. Para ese tiempo, su hijo, Ignacio Guerra Marchán, ya se ha convertido en escribano, llegando a serlo de Cámara y Mayor de Gobierno y Guerra, siguiendo la tradición de heredar el puesto de escribano que ya veíamos a comienzos del siglo XVII, con la familia Escobar.
Instalados ya en la nueva capital, sabemos que su casa en la Antigua quedó deteriorada, o así al menos lo manifestó Andrés Guerra, hasta el punto de que, por orden real, la hipoteca contraída por 6600 pesos se redujo a 1366 pesos. Por supuesto, a la vista de esa posible reducción, es fácil que se exagerara, en algún punto, el grado de ruina de la casa.
A partir de ese momento, perdemos el rastro de quiénes fueron los propietarios de la Casa Popenoe hasta 1870. Sabemos que durante el siglo XIX, algunas de sus cuartos fueron invadidos y se perdieron, lo que explica la planta relativamente irregular de la vivienda que compró Wilson Popenoe, con trozos desgajados al suroeste y al noreste del inmueble que reconstruyó Venancia López Marchán.
En 1871, José María Ruiz compró la casa a Agustín Arrechea, sin que sepamos cómo había llegado a manos de éste. La hija de José María Ruiz, Gregoria, heredó la casa en 1926. Poco después, Ciriaco Peralta, como legítimo heredero de Gregoria Ruiz, puso la casa a su nombre. Fue Peralta quien vendió el inmueble a Wilson y Dorothy Popenoe en 1930.
A lo largo del siglo XIX y hasta llegar la vivienda a la familia Popenoe, la casa sufrió el deterioro fruto de la falta de un mantenimiento correcto, puesto que en casi todo momento estuvo ocupada, no por los legítimos dueños, sino por grupos de invasores. Esto supone que la casa que compró Wilson Popenoe, en esencial, era la rehecha por Venancia López Marchán. 
Junto a la información aportada por la documentación de archivo y los indicios de los sondeos arqueológicos, hay otra serie de elementos estilísticos y estructurales en el edificio que refuerzan el dato de 1762 como fecha de la obra conservada. 
El más singular son los arcos mixtilíneos que pueden observarse en el zaguán principal y en el corredor que lleva del patio mayor a la cocina. Estos arcos copian los utilizados en la Universidad de San Carlos, hoy museo de Arte Colonial, construida entre 1759 y 1763, al tiempo que doña Venancia iniciaba sus obras.
Otros detalles no nos pueden dar una fecha tan precisa, pero si nos están hablando del siglo XVIII. Así, las formas ochavadas alargadas de las ventanas del patio principal, o las siluetas de los arriates elevados del jardín de hierbas, pueden ponerse en relación con las formas recargadas de la segunda mitad del XVIII que podemos observar en la iglesia del Carmen o la más tardía de la Merced. Pero, además, la compleja instalación hidráulica que observamos en la cocina o el baño es heredera de la desarrollada por Diego de Porres en el convento de Capuchinas, terminado en 1736.

## Conclusión
El sitio que ocupa la actual Casa Popenoe, emplazada entre la 1.ª avenida Sur y la 5.ª calle Oriente de la Antigua Guatemala, ha sufrido numerosos cambios desde la primera construcción documentada, en la segunda mitad del siglo XVI, perteneciente a Jacomé de Piña, hasta el inmueble actual, construido por Venancia López Marchán a partir de 1762 y restaurado por Wilson Popenoe entre 1930 y 1936.
Podemos señalar la sucesión de propietarios de la segunda mitad del XVI y la primera mitad del XVII: la familia Piña, a continuación los Cota-Girón y más tarde, posiblemente, los Paz Quiñones y los Escobar. Llegamos así a 1650, cuando Juan de Torres reedifica nuevas casas en el solar de los Piña. A su muerte, esas nuevas casa pasaron por las manos de los Brizuela, los Estrada, los Sotomayor y los Ayala, hasta llegar, en ese 1762, a Venancia López, que rehízo el conjunto.
Este cambio en los propietarios también reflejó una evolución en la configuración social del barrio donde se ubica la Casa Popenoe. En la segunda mitad del XVI, observamos como el inmueble pasa por las manos de insignes familias de encomenderos, que han ido acaparando los rangos más altos de la administración pública colonial. Esta situación cambia ligeramente en la primera mitad del siglo XVII, cuando los sucesivos propietarios, aunque siempre dentro del grupo criollo-español, ya detentan cargos funcionariales de segundo orden: presbíteros de la catedral, escribanos. Para finales del siglo XVII, con la llegada de las hermanas Estrada a la casa construida por Juan de Torres, vemos como la situación de suave declive se enfatiza con la parcelación de las viviendas tradicionales para crear nuevas casas.
A partir de ahí, sin embargo, hay una cierta mejoría. Los siguientes propietarios se mantienen en esa clase media-alta, que sin ocupar las dignidades máximas de la Audiencia de Guatemala, siguen desempeñando puestos bien remunerados. Así, encontramos un presbítero como Sotomayor, un alcalde ordinario, como Ayala, o un escribano real, como Guerra, esposo de Venancia López. Este último fue el que logró una situación más acomodada que le llevó no sólo a unir dos casas (que en el pasado habían pertenecido a Juan de Torres), sino a emprender una reforma que ennoblecía grandemente su residencia.
Esa casa de una familia acomodada que esperaba ver mejorar su posición fue la que, siglo y medio después, Wilson Popenoe compró y restauró para convertirla en el modelo de la casa colonial. 